# Brunnen in Weimar
Die Brunnen in Weimar versorgten die Bewohner der Stadt Weimar seit dem 17. Jahrhundert über ein eigenständiges „Röhrenfahrtensystem“ mit Wasser aus den außerhalb der Stadt liegenden Quellgebieten. Heute prägen das Stadtbild noch etwa 30 historische und moderne Laufbrunnen. Ein besonderes Kuriosum bilden die von Theodor Lüdde († 1903), einem Apotheker und Tierfreund, angeregten Hundebrunnen. Überhaupt sind in der Weimarer Altstadt viele Brunnen.

## Geschichte
Für die Wasserversorgung der Brunnen in der Stadt fand man im 17. Jahrhundert mehrere Quellen an drei höheren Positionen zur Innenstadt: im „Wallendorfer Grund“ (zwei Quellen), im „Kirschbachtal“ (zwei Quellen) und im „Rabenwäldchen“ (drei Quellen). Die Quellen wurden mit Natursteinen umschlossen, so dass sich ein bestimmtes Wasserniveau darin bilden konnte. Die so gemauerten Sammelbecken für Quellwasser bezeichnete man als „Brunnenstuben“, von denen es insgesamt sieben außerhalb der Stadt gab. Das aufgefangene Quellwasser wurde von den Brunnenstuben über ein sogenanntes „Röhrenfahrtensystem“ mithilfe kilometerlanger Röhren aus ausgehöhlten Fichtenstämmen (später aus Ton- und Gusseisen, heute Trinkwasserleitungen aus PE-Rohren) unter Ausnutzung des natürlichen Gefälles zu den einzelnen Laufbrunnen weitergeleitet. Die Wassermenge in den Brunnenleitungen war über Vorfluter und Schieber regulierbar. Entlang der „Röhrenfahrten“ war es demnach möglich, an jedem beliebigen Ort einen Brunnen aufzustellen. Für den Bereich des Schlossparkes von Belvedere kam das Wasser über den Possenbach.
Die bedeutendste Stifterin Weimarer Brunnen war die Großherzogin Maria Pawlowna. In den Jahren ab 1847/48 ermöglichte sie den Bau von sechs Laufbrunnen, zum Teil zu erkennen am Monogramm „MP“. Das sind laut dem Weimar. Lexikon zur Stadtgeschichte der „Muschelbrunnen“, der „Delphinbrunnen“, der „Löwenbrunnen“, der „Brunnen am Haus der Frau von Stein“, der „Theaterbrunnen“ und der „Geleitbrunnen“. Außerdem wird bei Hans-Joachim Leithner der „Stadtmauerbrunnen = ehemals Bankstraßenbrunnen“ ihrer Stiftung zugeschrieben, während der Muschelbrunnen von ihm nicht explizit ihrer Stiftung zugeschrieben wird. Zu erwähnen ist der Berkaer Steinmetz Carl Dornberger, der viele Weimarer Brunnen geschaffen hatte. Von den Brunnen, die Maria Pawlowna selbst stiftete, schuf er alle, was auf eine vertragliche Vereinbarung zwischen der Stifterin und Dornberger schließen lässt. Es ist demnach durchaus möglich, dass noch weitere Brunnen dieser Zeit, die Dornberger für Weimar schuf, auf die Stiftung der Maria Pawlowna zurückgehen. Da wäre zumindest an den Bodebrunnen zu denken, den allerdings anderen Angaben zufolge Adam Gleim 1856 schuf. Hans Joachim Leithner weist allerdings auch diesen Brunnen Carl Dornberger zu. Die Gesamtlänge der Brunnenleitungen betrug 1858 bereits 12,5 Kilometer.
Im Jahr 1864 sorgte der Tierfreund und Apotheker Theodor Friedrich Lüdde (eigentlich Könnecke; 1842–1903), seit 1879 Mitglied der Prüfungskommission für Apothekergehilfenlehrlinge, dafür, dass vor mehreren Weimarer Brunnen zusätzlich zum großen Wasserbecken jeweils ein niedriges Trinkbecken für Hunde aufgestellt wurde. Lüdde, der die bis heute existierende Löwen-Apotheke am Weimarer Goetheplatz 1 betrieb, stiftete diese Tränken auch. Der erste Weimarer Brunnen, der mit einem Hundebecken versehen wurde, war der Brunnen am Lesemuseum. Die Frage, wann genau das geschah, wird unterschiedlich beantwortet. Hans-Joachim Leithner gibt als Datum „um 1880“ an. Anderen Angaben zufolge geschah das bereits um 1864. Weitere Brunnen, an denen eine Hundetränke angebracht wurde, sind u. a. der Löwenbrunnen, der Muschelbrunnen bzw. der Brunnen vor dem Wilhelm-Ernst-Gymnasium Weimar sowie der Goethebrunnen auf dem Frauenplan.
Mit der Ernennung der Stadt Weimar zur Kulturhauptstadt Europas 1999 standen die finanziellen Mittel zur Verfügung, die im Laufe der Jahre bereits verschwundenen Brunnen wieder zu neuem Leben erweckten. Nach alten Dokumenten konnten so der „Wielandbrunnen“, der „Theaterbrunnen“ und der „Brunnen am Brühl“ rekonstruiert werden. Es sind jedoch die meisten der verschwundenen Brunnen in der Versenkung geblieben, so einer der prächtigsten der Stadt Weimar, der „Vimaria-Brunnen“.

## Gestaltung

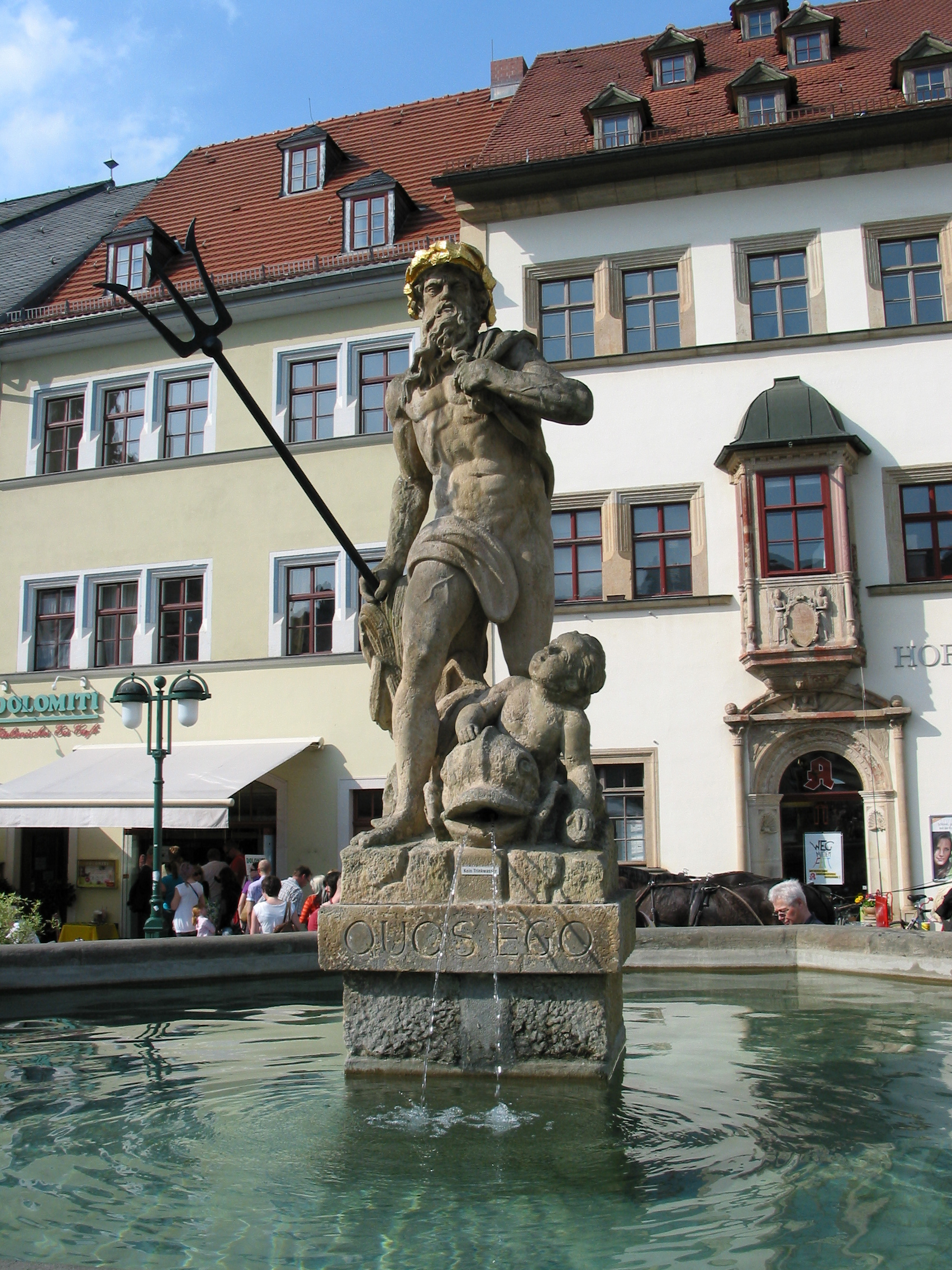
Der Neptunbrunnen auf dem Marktplatz, dahinter die Hofapotheke

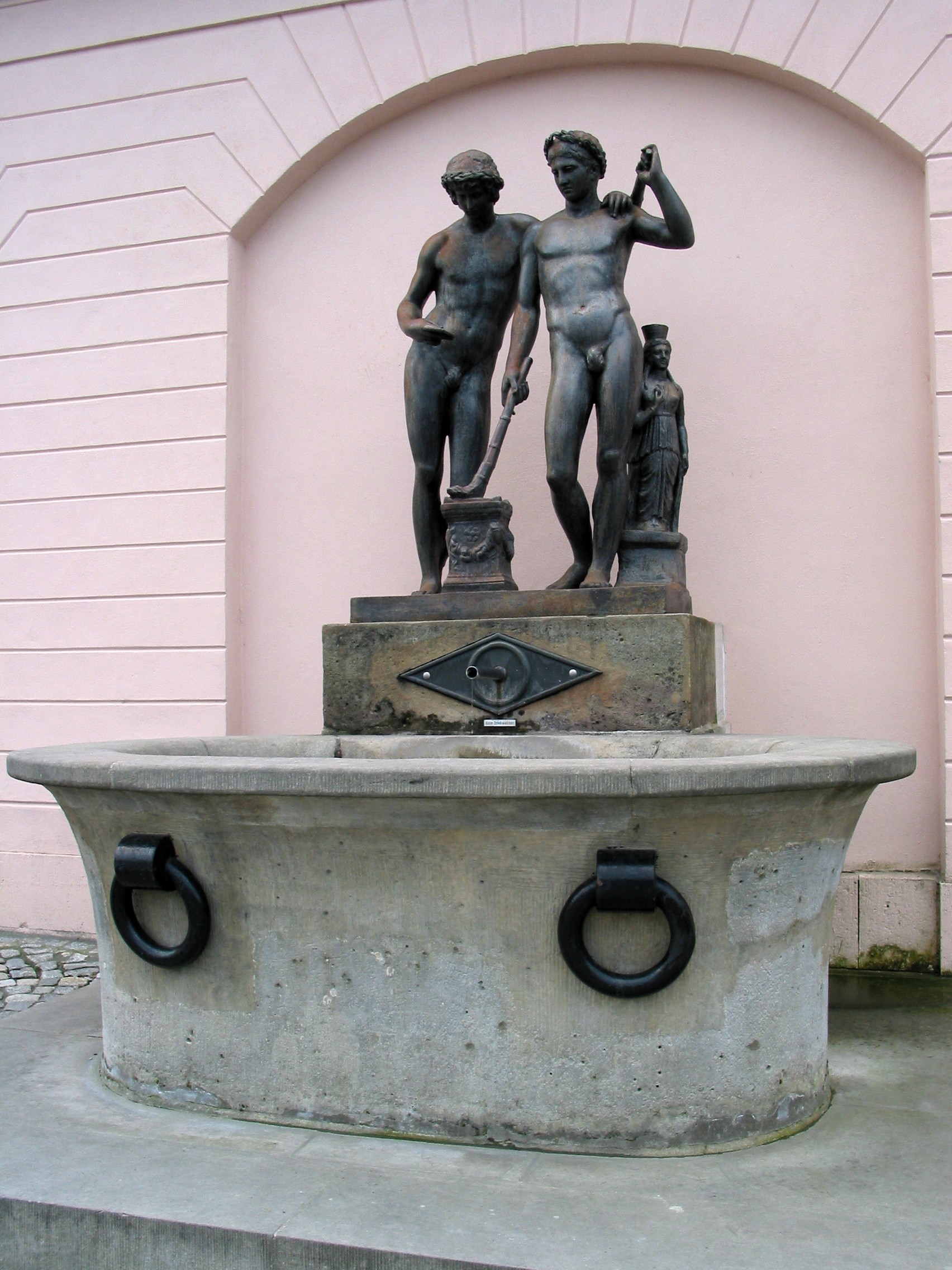
Der Ildefonso-Brunnen mit zwei Jünglingen vor dem Gelben Schloss an der Neuen Wache

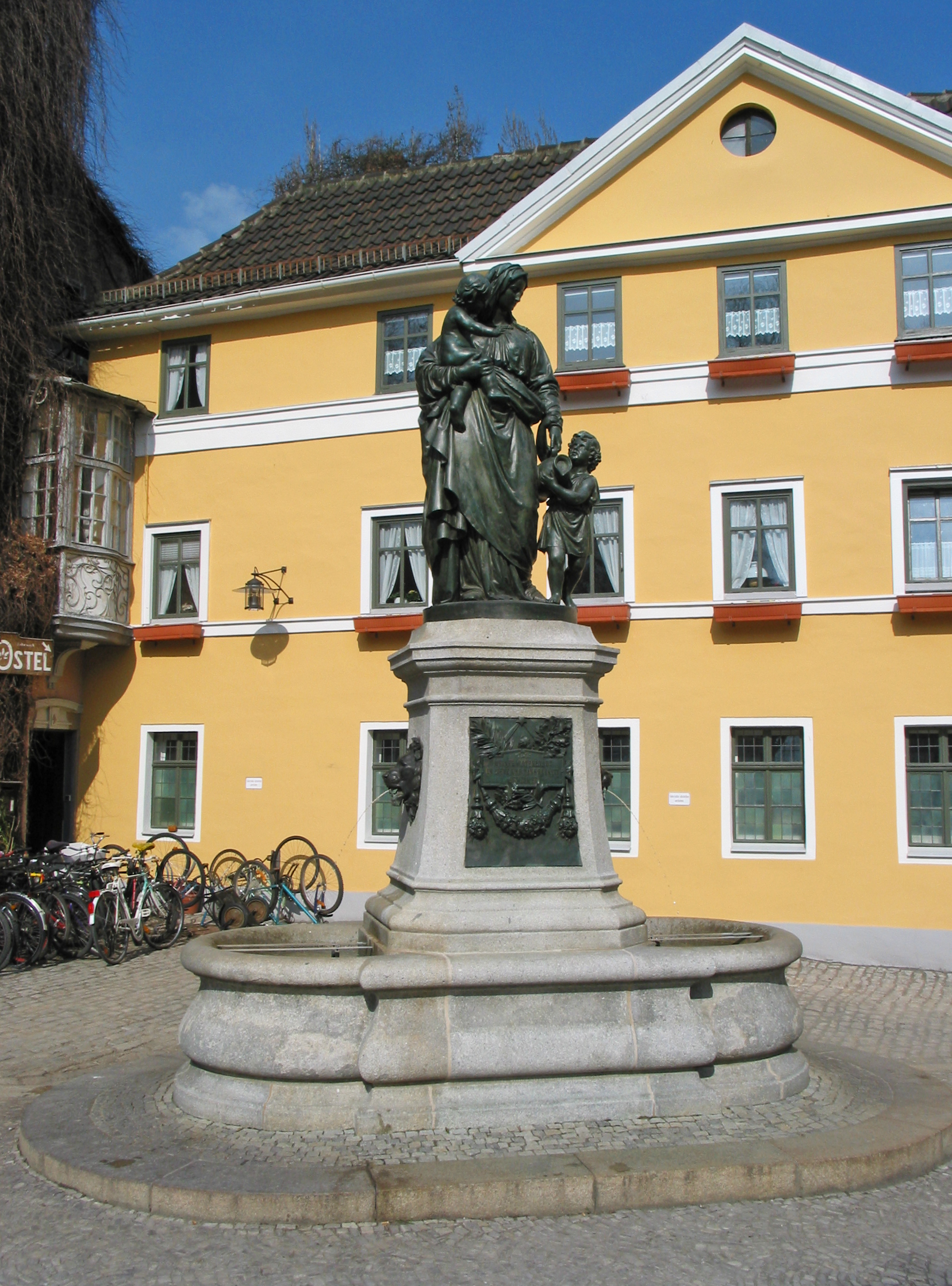
Der Donndorf-Brunnen mit der Muttergruppe und speienden Löwen

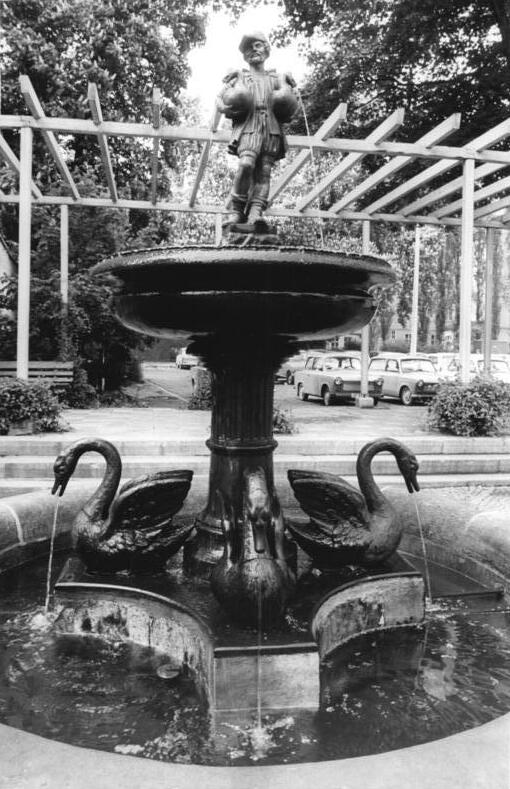
Der Gänsemännchenbrunnen in der Schillerstraße

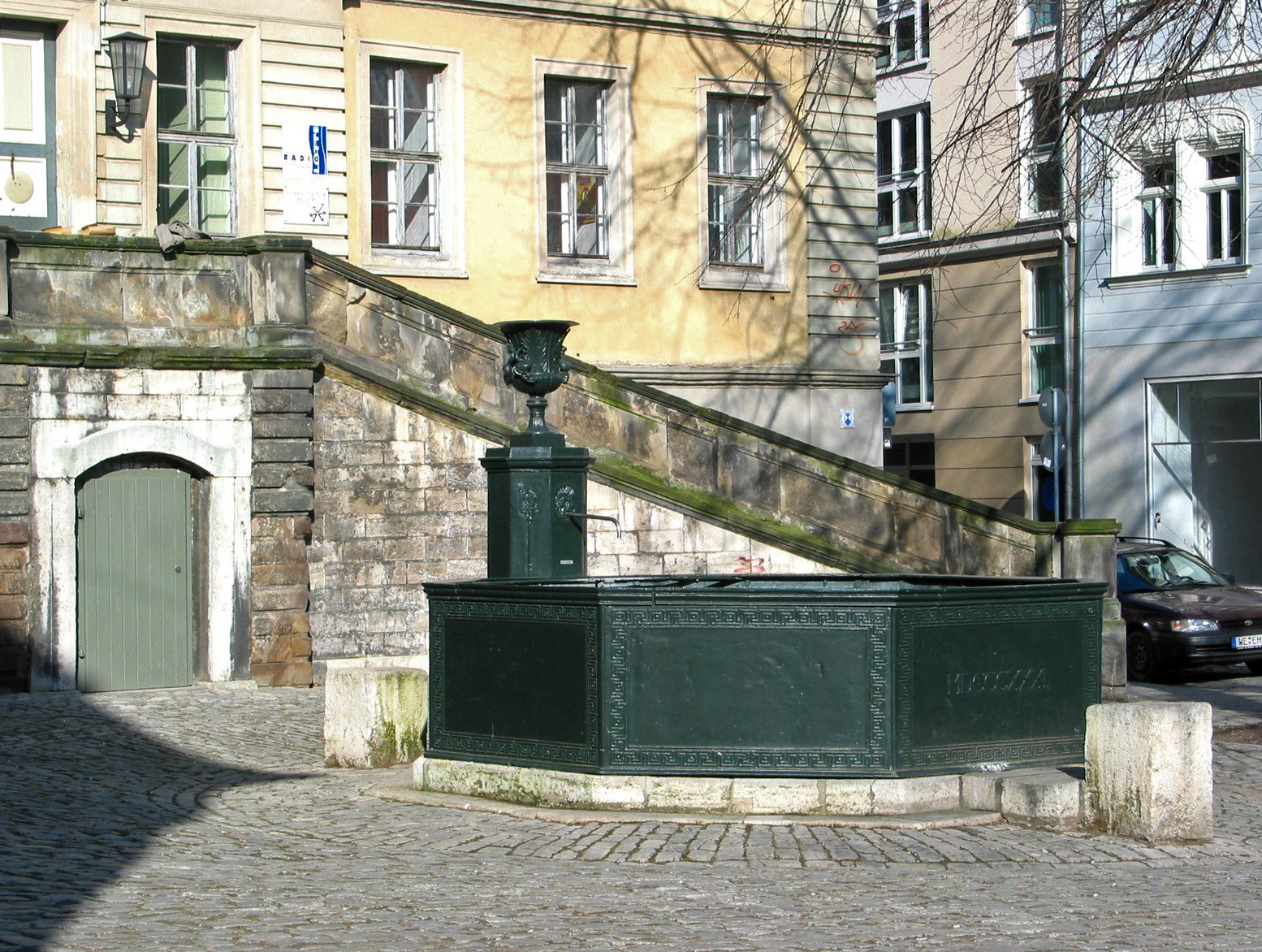
Der gusseiserne „Herderbrunnen“ von C. W. Coudray auf dem Herderplatz

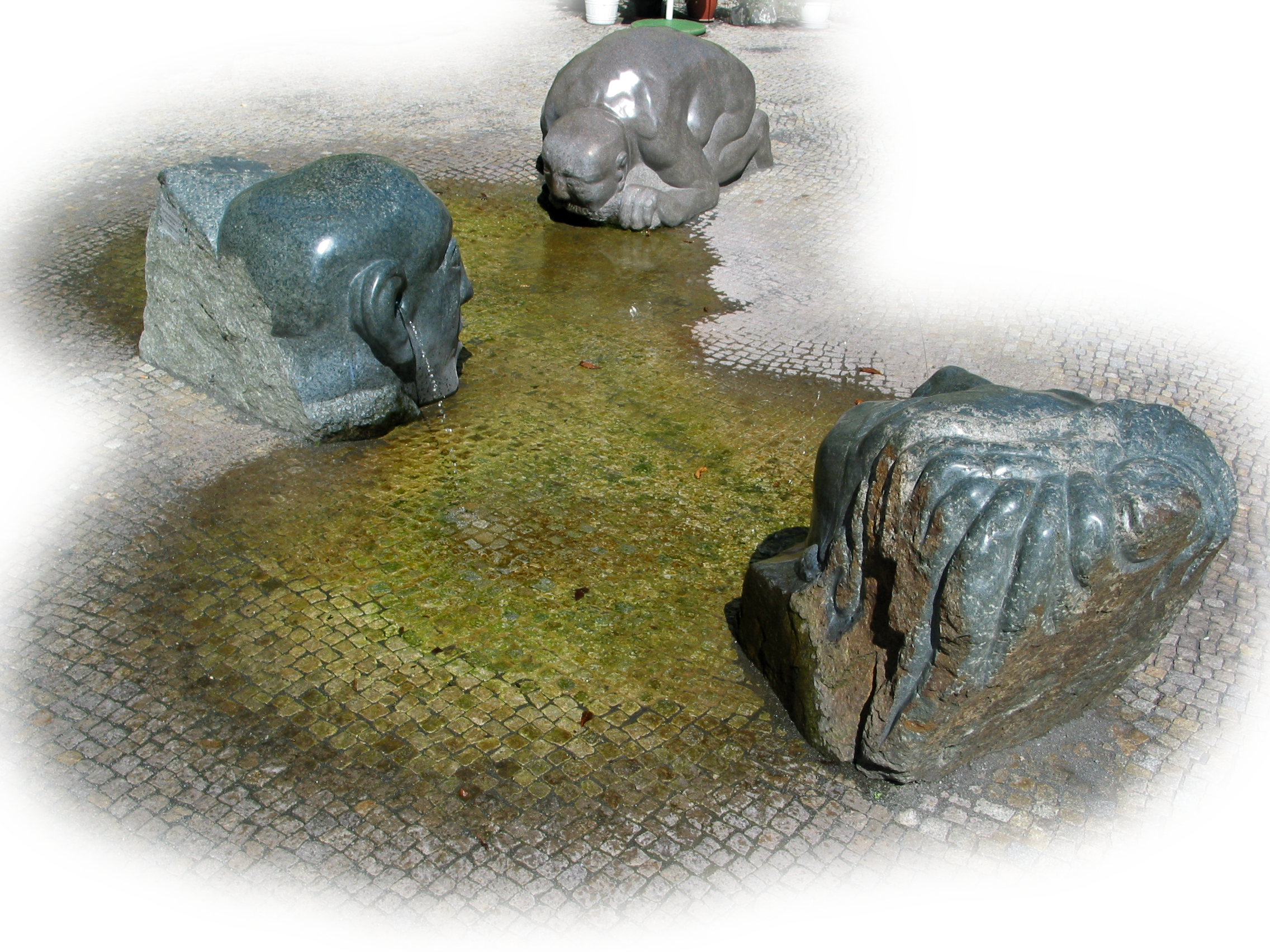
Das Trinkwasserspiel „Spucken und Schlucken“ von Bildhauer Walter Sachs (2007 aufgestellt)

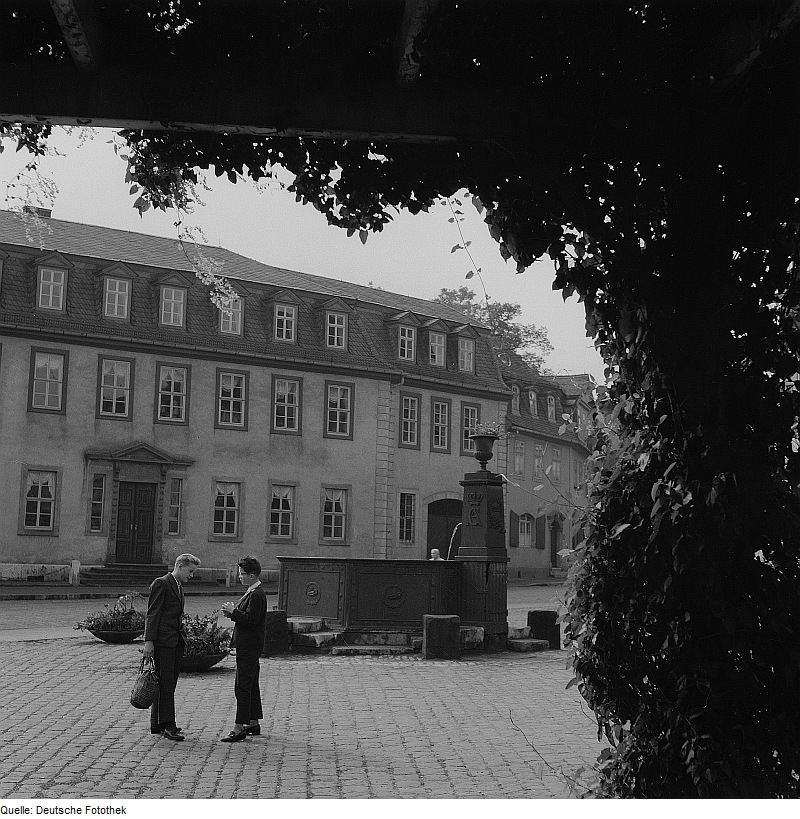
Der Goethebrunnen am Frauenplan

Viele der Weimarer Brunnen sind mit Delphinen, Blumen, Säulen und Vasen geschmückt. Die Gestaltung der Wasserspeier hatte eine besondere Bedeutung, sie wurden in Anlehnung an das Wappentier der Stadt oftmals in Form von Löwenköpfen ausgebildet. Häufig finden sich auch fratzenartige Gesichter, welche die bösen Geister von dem lebenswichtigen Wasserspender vertreiben sollten. Die ovalen Wasserbecken und Säulen sind zumeist aus Sandstein gefertigt. Die beiden Brunnen nach den Entwürfen von Clemens Wenzeslaus Coudray am Frauenplan („Goethebrunnen“) und Herderplatz („Herderbrunnen“) bilden hier die Ausnahme, sie sind achteckig und bestehen komplett aus Gusseisen. Es gibt aber auch moderne Fassadenbrunnen in der Altstadt, die auch öffentlich sichtbar sind, wie den an der Kaufstraße 2–4, der sich seit 1995 zwischen zwei Hauseingängen befindet. Zu künstlich angelegten Brunnen, die an ein Röhrenfahrtennetz angeschlossen sind, gehören auch Teiche, die in Belvedere zur Parkgestaltung, aber auch zur Regulierung des Wasserdruckes angelegt wurden. Das sind der Schirmteich, der Schwanenteich und der Gasthofbrunnen. In die Parkgestaltung wurden aber auch natürliche Quellen einbezogen wie u. a. der Felsenbrunnen im Ilmpark bzw. an der Leutraquelle.

## Weimarer Brunnen

### Neptunbrunnen
Der große Brunnen am nördlichen Rand des Weimarer Marktplatzes direkt vor der Hofapotheke wird aufgrund der Neptunfigur des Hofbildhauers Martin Gottlieb Klauer heute als „Neptunbrunnen“ bezeichnet. Er ist der älteste Brunnen Weimars und steht dort, wo einst aus einem 1540 erstmals erwähnten Ziehbrunnen Wasser geschöpft wurde. Dieser musste rund fünf Jahrzehnte später einem repräsentativen Brunnen weichen, den ein steinerner Löwe als das Wappentier Weimars zierte. Jacob Schröter (1529–1612), der 41 Jahre die Geschicke der Stadt Weimar geleitet und am Markt sein Haus errichtet hatte (damals schon Apothekengebäude), war der Initiator für den Weimarer Marktbrunnen. Erst im Jahre 1774 wurde der Löwe durch die von Hofbildhauer Klauer geschaffene Neptunfigur als Meeresgott mit Dreizack, Delphin und Knaben ersetzt. Das Wasserbecken ist achteckig und besteht aus Sandstein. Von der Mittelsäule träufelt das Wasser durch das offene Maul des Delphins. Darunter sind die Worte „QUOS EGO“ („Euch werd’ ich...“) in den Stein gemeißelt. Die heutige Neptunfigur ist bereits die dritte Nachbildung.
- Geographische Lage: 50° 58′ 46,2″ N, 11° 19′ 47″ O

### Ildefonso-Brunnen
Vor dem Gelben Schloss an der „Neuen Wache“ in Weimar steht der „Ildefonso-Brunnen“, den man auf das Gestaltungsmotiv bezogen als einzigen „klassischen“ Brunnen Weimars bezeichnen könnte. Bisweilen wird er auch „Spiegelbrunnen“ genannt. Die Ildefonso-Gruppe ist eine Kopie eines spätantiken Marmororiginals, das sich 1724 bis 1839 im Schlossgarten von La Granja de San Ildefonso nördlich des heutigen Madrid befand und heute im Museo del Prado besichtigt werden kann. Der Ildefonso-Brunnen in Weimar wurde ursprünglich im Auftrag von Johann Wolfgang von Goethe für sein Haus am Frauenplan hergestellt. Er nannte die Jünglings-Gruppe „Kastor und Pollux“. Alternativ könnte der linke Jüngling mit gesenktem Kopf in eine Spiegelscheibe blickend den Schlaf darstellen, während der rechte Jüngling mit seiner auf den antiken Altar abgelegten Fackel dann als Tod gedeutet wird. Im Hintergrund befindet sich eine kleine antike Erd-Göttin mit einer Frucht in der Hand. Die Ildefonso-Gruppe wird als polykletisch angesehen. Das Brunnenbecken selbst ist mit den Griffen an den Seiten an einen antiken Sarkophag angelehnt. Seitlich vor dem Brunnen befinden sich zwei zusätzliche Absetzsteine in Zylinderform. Erst im Jahre 1824 hat man den Brunnen an die heutige Stelle versetzt. Zuvor befand er sich unweit der Pompejanischen Bank am Rande des Parkes an der Ilm. Die Figuren wurden 1793 in Lauchhammer gegossen. Deren Besitzer und Gründer war Detlev Carl von Einsiedel.
- Geographische Lage: 50° 58′ 44,9″ N, 11° 19′ 53″ O

### Donndorf-Brunnen
Auf dem kleinen Platz zwischen den Gebäuden Rittergasse 12 und Geleitstraße 4 befindet sich der „Donndorf-Brunnen“, der im Jahre 1895 eingeweiht wurde und den bescheideneren Adele-Brunnen an gleicher Stelle ablöste. Die bronzene Plastik auf dem zentralen Granitpfeiler wurde von dem Bildhauer Adolf von Donndorf seiner Geburtsstadt Weimar gewidmet und gab dem Brunnen damit seinen Namen. Die überlebensgroße Figurengruppe zeigt eine wasserholende Mutter mit ihren zwei Kindern. Die Statue symbolisiert die Mutterliebe. Auf der Frontseite des Pfeilers ist die Inschrift „Meiner Vaterstadt in Liebe und Dankbarkeit gewidmet“ zu lesen und auf der Rückseite wurde die Zahl „1895“ in den Granit gearbeitet. Die zwei bronzenen Löwenköpfe an den flankierenden Seiten des Pfeilers fungieren als Wasserspeier, die ihr Wasser aus den Quellen des Rabenwäldchens beziehen und deren Strahl sich in ein jeweils darunter liegendes halbrundes Becken ergießt.
Die Bronzegruppe „Mutter und Kind“ ist eine Nachguss des „James Fountain“ am Union Square in New York City, den Donndorf bereits 1881 geschaffen hatte. 1991/1992 wurde der Brunnen umfassend restauriert. Eine weitere Kopie der Figurengruppe befindet sich auf einem Brunnen in Zittau.
Im Mosaik-Pflaster vor dem Brunnen wurde die Jahreszahl „1856“ gelegt, welche sich auf den vorherigen Adele-Brunnen bezieht. Das aufwendige Pflaster ist aus verschiedenen Natursteinen zusammengesetzt. Der Gesamtentwurf der Anlage kam vom Weimarer Stadtbaumeister Bruno Schmidt.
- Geographische Lage: 50° 58′ 49,6″ N, 11° 19′ 39,4″ O

### Gänsemännchenbrunnen
In der Schillerstraße direkt gegenüber Schillers Wohnhaus befindet sich der „Gänsemännchenbrunnen“. Er ist eine verkleinerte Kopie des Nürnberger Gänsemännchenbrunnens, der einst 1550 von Pankraz Labenwolf geschaffen wurde. Die Anregung geht vermutlich auf Goethe zurück, der 1814 einen solchen Abguss erhielt. Der Bau des Brunnens könnte aber auch 1827 durch Johann Heinrich Meyer angeregt worden sein. Großherzogin Maria Pawlowna erhielt 1846 einen Abguss dieser Figur. Der Abguss von Goethe war wohl nicht mehr erhalten gewesen oder in seiner Qualität für einen Abguss ungeeignet, so dass der Abguss der Großherzogin zur Vorlage genommen wurde. Dieser ist in Bronze gegossen. Er gilt als einer der beliebtesten Brunnen in Weimar. Nach dem Tod Maria Pawlownas 1859 baten die Anwohner, wie es dem Wunsche der Großherzogin entsprach, um die Aufstellung des Gänsemännchenbrunnens, dessen Ausführung schließlich im Jahr 1863/64 erfolgte. Das Brunnenensemble besteht aus einem Gänsejungen, der mit zwei Gänsen unter den Armen auf einer Brunnenschale steht, unterhalb derer sich vier Schwäne gruppieren. Das untere Brunnenbecken ist aus Travertin gefertigt.
- Geographische Lage: 50° 58′ 43,8″ N, 11° 19′ 39,3″ O

### Goethebrunnen
Im Zentrum des Weimarer Frauenplans, gegenüber von Goethes Wohnhaus, befindet sich der achteckige gusseiserne „Goethebrunnen“. Er wurde 1822 anstelle eines bis dahin dort befindlichen hölzernen Brunnens aufgestellt. Entworfen wurde der Brunnen von Clemens Wenzeslaus Coudray, dem Oberbaudirektor im Großherzogtum Sachsen-Weimar-Eisenach. Wegen seiner Lage ist er einer der bekanntesten Brunnen in Weimar. In Weimar ist er die erste gusseiserne Brunnenanlage. Dieser Brunnen wurde in einer Gießerei in Ilmenau in Auftrag gegeben. Er trägt die Initialen „CA“ für Carl August auf dem Obelisken, aus dem sich das Wasser in den Brunnen ergießt. Zudem ragt aus diesem ein Delfin, der als Wasserspeier fungiert. Bekrönt wird der Obelisk durch ein typisch klassizistisches Gefäß, einen Krater. Die acht rechteckigen, eisernen Platten sind jeweils mit einem Rosetten-Rand verziert und präsentieren in der Mitte einen Kranz mit einer in ein Opferbrot beißenden Schlange. Den Guss der Teile besorgte die Gießerei in Güntersfeld bei Ilmenau.
- Geographische Lage: 50° 58′ 40,1″ N, 11° 19′ 42,8″ O

## Weitere Brunnen und Wasserspiele (Auswahl)

### Brunnen
- „Herderbrunnen“ am Herderplatz
- „Löwenbrunnen“ am Graben
- Brunnen am Graben oder auch Stadtmauerbrunnen neben dem Kasseturm
- „Geleitbrunnen“ in der Scherfgasse (Platz vor der Geleitschenke)
- „Delphinbrunnen“ am Teichplatz, in Belvedere (Weimar), im Wielandgut (Oßmannstedt)
- „Muschelbrunnen“ in der Schwanseestraße
- „Brunnen am Haus der Frau von Stein“
- „Bürgerschulbrunnen“ in der Karl-Liebknecht-Str.
- „Wielandbrunnen“ am Wielandplatz
- „Theaterbrunnen“ am Sophienstiftsplatz
- „Spiegelbrunnen“: Ernst-von-Wildenbruch-Denkmal[24] am Poseckschen Garten (Stadtpark)
- „Aktenmännchenbrunnen“ Im Magazin des Stadtmuseums[25] (früher im Hof des Gelben Schlosses)
- „Froschbrunnen“ hinter der Wielandschule
- Brunnen im Hof des Goethehauses
- Brunnen am Lesemuseum (Goetheplatz)
- Brunnen am Brühl, genannt auch Bodebrunnen
- Brunnen im Herdergarten
- Brunnen im Hof der Volkshochschule
- Stockentenbrunnen im Schulhof der „ Käthe-Kollwitz-Schule“ Röhrstraße 19
- „Die Badende – Das Ei“, im Innenhof der Bauhaus-Universität, Marienstraße 13–15
- „Fabeltierbrunnen“, Wandbrunnen an dem ehemaligen Bankgebäude in der Steubenstraße 15
- Wandbrunnen in der Großen Grotte in Belvedere
- Große Fontäne in Belvedere
- Schloßfontäne (Belvedere)
- Margaretenbrunnen (Weimar), Ziehbrunnen in Schöndorf
- Felsenbrunnen (Weimar), Quellbrunnen am Ausgang der Parkhöhle im Park an der Ilm
- Leutraquelle

### Wasserspiele
- Spielbrunnen Weimarhallenpark
- Wassertreppe Weimarhallenpark
- Wasserspiel „Spucken und Schlucken“ (Ferdinand-Freiligrath-Straße)
- Wasserspiel Herderplatz

## Verschwundene Brunnen (Auswahl)
- Vasenbrunnen
- Kolonialbrunnen
- Vimaria-Brunnen
- Schlossgassenbrunnen
- Schwanseebad-Brunnen
- Brunnen im Cafe Sperling
- Blütenbrunnen